# Прямохвостый дронго
Прямохвостый дронго (лат. Dicrurus ludwigii) — вид воробьиных птиц из семейства дронговые (Dicruridae). Известно четыре подвида. Видовое название было дано с целью увековечить немецкого ботаника, известного как Барон фон Людвиг (1784—1847), который с 1805 по 1847 год занимался в Южной Африке сбором растений.

## Описание
Длина 19 см. Клюв чёрный и тяжёлый, глаза красные. Короткие ноги. Самец окрашен преимущественно в чёрный цвет, хотя крылья более бледные. Самка ему подобна, но не такая глянцевая.
Питается насекомыми, ловя добычу на лету или же склёвывая её с земли. Несмотря на малые размеры, это агрессивная и бесстрашная птица.
Обитают в Восточной, части Западной, Центральной и Южной Африке. МСОП присвоил виду охранный статус «Вызывающие наименьшие опасения» (LC).